# Scleritodermidae
Scleritodermidae is een familie van sponsdieren uit de klasse van de Demospongiae (gewone sponzen). 

## Geslachten
- Aciculites Schmidt, 1879
- Amphibleptula Schmidt, 1879
- Microscleroderma Kirkpatrick, 1903
- Pomelia Zittel, 1878
- Scleritoderma Sollas, 1888
- Setidium Schmidt, 1879